# Antonio Rizzolo
Antonio Rizzolo (Orvieto, 22 aprile 1969) è un allenatore di calcio ed ex calciatore italiano, di ruolo attaccante, tecnico dell'Orvietana.

## Carriera

### Giocatore

#### Club
Ha giocato in Serie A con le maglie di Lazio e Atalanta, e in Serie B con quelle di Reggiana, Lecce, Palermo, Padova e Pescara. Ha inoltre vestito, nella seconda divisione spagnola, la casacca dell'Albacete. In Italia ha giocato poi in vari club di Serie C1 quali Ascoli, Ternana, Avellino, Lecco e Pisa, sua ultima squadra professionistica prima di chiudere la carriera in Serie D.

#### Nazionale
Nel 1987 ha fatto parte della spedizione dell'Italia under 20 al campionato mondiale di categoria in Cile, dove il 14 ottobre all'Estadio Municipal de Concepción ha segnato la rete che ha consentito agli azzurrini di battere 1-0 i pari età del Brasile.

### Allenatore
Dopo l'esperienza come vice allenatore del Tivoli, nella stagione 2005-2006 allena per un breve periodo (da dicembre a febbraio) il Torbellamonaca nel campionato laziale di Eccellenza. In seguito si trasferisce alla Cisco Roma, l'ex Lodigiani, svolgendo il ruolo di tecnico in seconda di Stefano Di Chiara. Il 12 novembre 2006, a seguito dell'esonero di Di Chiara avvenuto il giorno precedente, siede sulla panchina della squadra romana nella trasferta contro il Castelnuovo Garfagnana, esordendo nel calcio professionistico con un pareggio 0-0, prima di lasciare la panchina a Fabio Fratena nel corso della settimana successiva. Nel 2008 allena la formazione Allievi Nazionali dell'Arezzo, mentre nel 2009 passa alla formazione Berretti degli aretini. Dal 2009 guida gli Allievi Nazionali dell'Ascoli.
Nella stagione 2010-2011 allena la prima squadra del Città di Castello, nel campionato umbro di Eccellenza venendo esonerato il 18 gennaio 2011. Dal 2011 al 2013 è osservatore del Parma .Nell'estate del 2013 viene aggregato allo staff del Gubbio, in Lega Pro Prima Divisione, agli ordini del tecnico Cristian Bucchi.
Durante la stagione 2018-2019 entra a far parte dello staff tecnico di Angelo Gregucci all'U. S. Salernitana e la stagione successiva diventa l'allenatore della formazione Primavera dell'U. S. Salernitana.
Sollevato dall'incarico nel corso della stagione 2020-2021, per la stagione 2021-2022 viene nominato responsabile tecnico della Sampdoria U.18.
A Dicembre del 2023 diventa allenatore dell'Orvietana, squadra appartenente al girone E della serie D, nella sua città natia, a fine campionato è confermato alla guida anche per l'annata 2024 - 2025.

## Statistiche

### Statistiche da allenatore
Statistiche aggiornate al 18 maggio 2025.
| Stagione         | Squadra           | Campionato       | Campionato | Campionato | Campionato | Campionato | Coppe nazionali | Coppe nazionali | Coppe nazionali | Coppe nazionali | Coppe nazionali | Coppe continentali | Coppe continentali | Coppe continentali | Coppe continentali | Coppe continentali | Altre coppe | Altre coppe | Altre coppe | Altre coppe | Altre coppe | Totale | Totale | Totale | Totale | % Vittorie | Piazzamento |
| Stagione         | Squadra           | Comp             | G          | V          | N          | P          | Comp            | G               | V               | N               | P               | Comp               | G                  | V                  | N                  | P                  | Comp        | G           | V           | N           | P           | G      | V      | N      | P      | %          | Piazzamento |
| ---------------- | ----------------- | ---------------- | ---------- | ---------- | ---------- | ---------- | --------------- | --------------- | --------------- | --------------- | --------------- | ------------------ | ------------------ | ------------------ | ------------------ | ------------------ | ----------- | ----------- | ----------- | ----------- | ----------- | ------ | ------ | ------ | ------ | ---------- | ----------- |
| 2010-gen. 2011   | Città di Castello | Ecc.             | ?          | ?          | ?          | ?          | CI-Ecc.         | 3               | 1               | 0               | 2               | -                  | -                  | -                  | -                  | -                  | -           | -           | -           | -           | -           | 3      | 1      | 0      | 2      | 33,33      | Eson.       |
| 2006-2007        | Cisco Roma        | C2               | 3          | 0          | 2          | 1          | CI-C            | -               | -               | -               | -               | -                  | -                  | -                  | -                  | -                  | -           | -           | -           | -           | -           | 3      | 0      | 2      | 1      | &0,00      | Ad interim  |
| dic. 2023-2024   | Orvietana         | D                | 19         | 6          | 5          | 8          | CI-D            | -               | -               | -               | -               | -                  | -                  | -                  | -                  | -                  | -           | -           | -           | -           | -           | 19     | 6      | 5      | 8      | 31,58      | Sub., 14º   |
| 2024-2025        | Orvietana         | D                | 34+2       | 15+1       | 8          | 11+1       | CI-D            | 1               | 0               | 0               | 1               | -                  | -                  | -                  | -                  | -                  | -           | -           | -           | -           | -           | 37     | 16     | 8      | 13     | 43,24      | 5º          |
| Totale Orvietana | Totale Orvietana  | Totale Orvietana | 55         | 22         | 13         | 20         |                 | 1               | 0               | 0               | 1               |                    | -                  | -                  | -                  | -                  |             | -           | -           | -           | -           | 56     | 22     | 13     | 21     | 39,29      |             |
| Totale carriera  | Totale carriera   | Totale carriera  | 58         | 22         | 15         | 21         |                 | 4               | 1               | 0               | 3               |                    | -                  | -                  | -                  | -                  |             | -           | -           | -           | -           | 62     | 23     | 15     | 24     | 37,10      |             |

## Palmarès

### Giocatore

#### Club

##### Competizioni giovanili
- Campionato Primavera: 1

Lazio: 1986-1987
Reggiana: campionato serie B